# بارا بونیتا (سانتا کاتارینا)
بارا بونیتا (به پرتغالی: Barra Bonita) یک منطقهٔ مسکونی در برزیل است که در سانتا کاتارینا واقع شده‌است. بارا بونیتا ۱٬۶۵۱ نفر جمعیت دارد.